# 东榆社水库
东榆社水库是中国山西省朔州市山阴县境内的一座水库，位于桑干河上，建于1978年。水库正常库容为5500万立方米，集雨面积为3430平方千米，海拔为1032米。